# (22547) Kimberscott
(22547) Kimberscott est un astéroïde de la ceinture principale d'astéroïdes.

## Description
(22547) Kimberscott est un astéroïde de la ceinture principale d'astéroïdes. Il fut découvert le 24 mars 1998 à Socorro (Nouveau-Mexique) par le projet LINEAR. Il présente une orbite caractérisée par un demi-grand axe de 2,68 UA, une excentricité de 0,06 et une inclinaison de 5,4° par rapport à l'écliptique.

## Compléments